# きらきらうえつ
きらきらうえつは、かつて東日本旅客鉄道（JR東日本）が新潟駅 - 酒田駅間を白新線・羽越本線経由で運行していた臨時快速列車、ならびに同列車で使用された車両の愛称である。

## 概要
新潟駅で上越新幹線に接続し、新潟県下越地方・山形県庄内地方を走行する観光列車で、年間を通じて主に週末を中心に運転された。
列車名は、羽越本線に寄り沿う日本海の美しさを「きらきら」で表現するとともに、路線名の由来でもある沿線地域の旧国名「出羽国」と「越後国」を合わせた「羽越」を表したものであった。
こうしたことから「乗ってうれしい・降りて楽しい」や、「乗って満喫・降りて満足」といったキャッチコピーが銘打たれ、沿線観光が主眼に置かれており、停車各駅からの観光コースも設定された。JR東日本新潟支社と秋田支社、仙台支社では沿線自治体と共同で観光振興に取り組んでいるほか、山形新幹線の在来線区間を運行する臨時特急列車「とれいゆ つばさ」などと合わせた周遊観光ルートの提案を進めた。
種車の製造から45年、改造から20年近く経過していること加えて、海岸線沿いでの運用のため塩害による車体の腐食が進んでいることに伴い2019年9月29日で通常運行を終了し、同年12月15日の団体専用列車「きらきらうえつ美食旅」の運行を最後にすべての運用を終了した。車両は2020年3月1日付で廃車された。
なお、羽越本線の観光列車としての役割は、2019年10月から運行を開始した快速「海里」に引き継がれた。

## 運行概況
3月から1月上旬にかけては金曜日・土曜日・休日を中心に、1月中旬から2月にかけては土曜日・休日を中心に運転された。このほか、夏休み期間や年末年始などの多客期には毎日運転される場合があった。
新潟駅 - 酒田駅間を1日1往復する形態が基本であったが、主に7月から10月上旬にかけての夏季間は象潟駅まで、2012年から2014年までの特定日に羽後本荘駅まで、2016年・2017年の特定日に秋田駅まで延長運転が実施された。これらの場合も運用は1日1往復となっていた。
途中駅での観光を意識したダイヤ設定が組まれることもあり、7月最終週から8月第2週前半の運転日は「マリンダイヤ」として下り・上りとも桑川駅で約20分間、10月第1・2週は「夕日ダイヤ」として上りが日の入りの時刻に合わせて桑川駅で約40分間停車した。

### 停車駅
新潟駅 - 豊栄駅 - 新発田駅 - 村上駅 - 桑川駅 - 勝木駅 - 府屋駅 - 鼠ケ関駅 - あつみ温泉駅 - 鶴岡駅 - 余目駅 - 酒田駅（- 遊佐駅 - 吹浦駅 - 象潟駅 - 金浦駅 - 仁賀保駅 - 西目駅 - 羽後本荘駅- 秋田駅）
- 括弧内は酒田駅 - 象潟駅 - 羽後本荘駅 - 秋田駅間の延長運転日の停車駅。
- このほか特定日に羽前大山駅に臨時停車したことがあった。

### 車内販売
日本レストランエンタプライズ (NRE) 新潟営業支店が、新潟駅 - 酒田駅間で車内販売（待受販売およびワゴン販売）を担当していた。
2号車「きらきらラウンジ」内のミニビュッフェ「茶屋」では、新潟駅で構内営業を行っている三新軒と「きらきらうえつ」の車掌が共同企画し、沿線各地の食材を取り入れた駅弁「きらきら弁当」などの弁当をはじめ、地酒の呑み比べセットや地ビールなどのアルコール類、ソフトドリンク、土産品などの販売が行われ、茶屋で購入したものはラウンジ内のボックス席で飲食できた。
ただし新潟駅 - 酒田駅間のボックス席は「茶屋専用席」として、茶屋で飲食品を購入した乗客のみを利用対象としていた。また、より多くの乗客に車窓を楽しんでもらうため「約40分間」の利用制限時間が設けられていた。利用は先着順で、空席の場合は会計の際、茶屋の販売スタッフにボックス席を利用する旨を申告すればすぐに着席でき、利用時間が40分を経過するとスタッフがその旨を案内していた。なお満席の場合は会計の際に次の空き時間の着席を事前予約したうえで、スタッフから「予約券」を受け取る必要があった。
茶屋およびワゴン販売の営業区間は前掲の新潟駅 - 酒田駅間のみで、酒田駅以北へ延長運転する場合も同駅以北では営業を行わなかった。また延長区間内では、ボックス席は時間制限なく自由に利用できた。
「きらきらうえつ」の運行開始当初は、酒田駅で構内営業を行っていた酒田弁当販売が物品類の供給を行い、車内販売専用弁当「きらきらうえつ弁当」も調製していたが、2005年（平成17年）10月末に構内営業から撤退し廃業したため、駅弁等は翌11月から新潟駅の構内営業業者が納入していた。

### 担当運輸区
運転士・車掌は、新潟から酒田までが新潟運輸区、酒田から秋田までを酒田運輸区の乗務員が担当した。

## 使用車両
新潟車両センター所属の485系を改造した4両編成が充当された。
車体は車窓の眺望性を高めるため、首都圏のお座敷車両（『宴』『華』など）に似た丸みを帯びた車体が新造された。外装はホワイトをベースに、羽越本線沿線の色彩豊かな四季の風景をイメージカラー化してパッチワーク風に配色した塗装が施されていたる。。
全車普通車で、1号車・3号車・4号車のいずれも全席指定席となっていた（定員116人）。座席はシートピッチ970mm のリクライニングシートを採用し、席間はグリーン車並みの間隔が確保されていた。車内は床面を300 mm高くしたハイデッカー構造と大型の窓ガラスを採用し、より車窓を楽しめるよう設計された。
落成した当初は、色の濃いスモークタイプの窓ガラスを装着して日除けカーテンが省略されていたが、しばらくして色の薄いグリーン着色ガラスに交換され、日除けカーテンが設置された。また1号車と4号車の先頭部（運転室後方）にはレストバーベンチを備えた簡易展望スペースが、3号車には多目的室「きらきらルーム」が設けられていた。車内は全車禁煙となっていた。喫煙室等は設置されていなかった。
2号車は「きらきらラウンジ」車両で、ミニビュッフェ「茶屋」とボックス席（18席）、沿線の風景や名所をプロジェクションマッピングやパンフレットで紹介する「きらきら情報コーナー」が設けられていた（ミニビュッフェとボックス席に関する詳細は後述）。
バリアフリー対策として車椅子対応座席を3号車に設置していたのをはじめ、全通路に手すりが取り付けられ、各車両の乗車口付近はスロープの設置やドア幅の拡幅、ドアチャイムの設置などの改造が施されていた。また1・3・4号車のトイレのうち、3号車は車椅子対応の大型トイレであった。
車内メロディは、「きらきら星」、「オリジナルメロディ」、「春」、「ウィーンの森の物語」の４種類が用意されていた。車掌が乗務員室にあるボタンを押して起動するため、どの曲をならすかは車掌によって異なっていた。なお、車内メロディは、新潟駅と酒田駅の到着、発車の際の放送前後に流された。

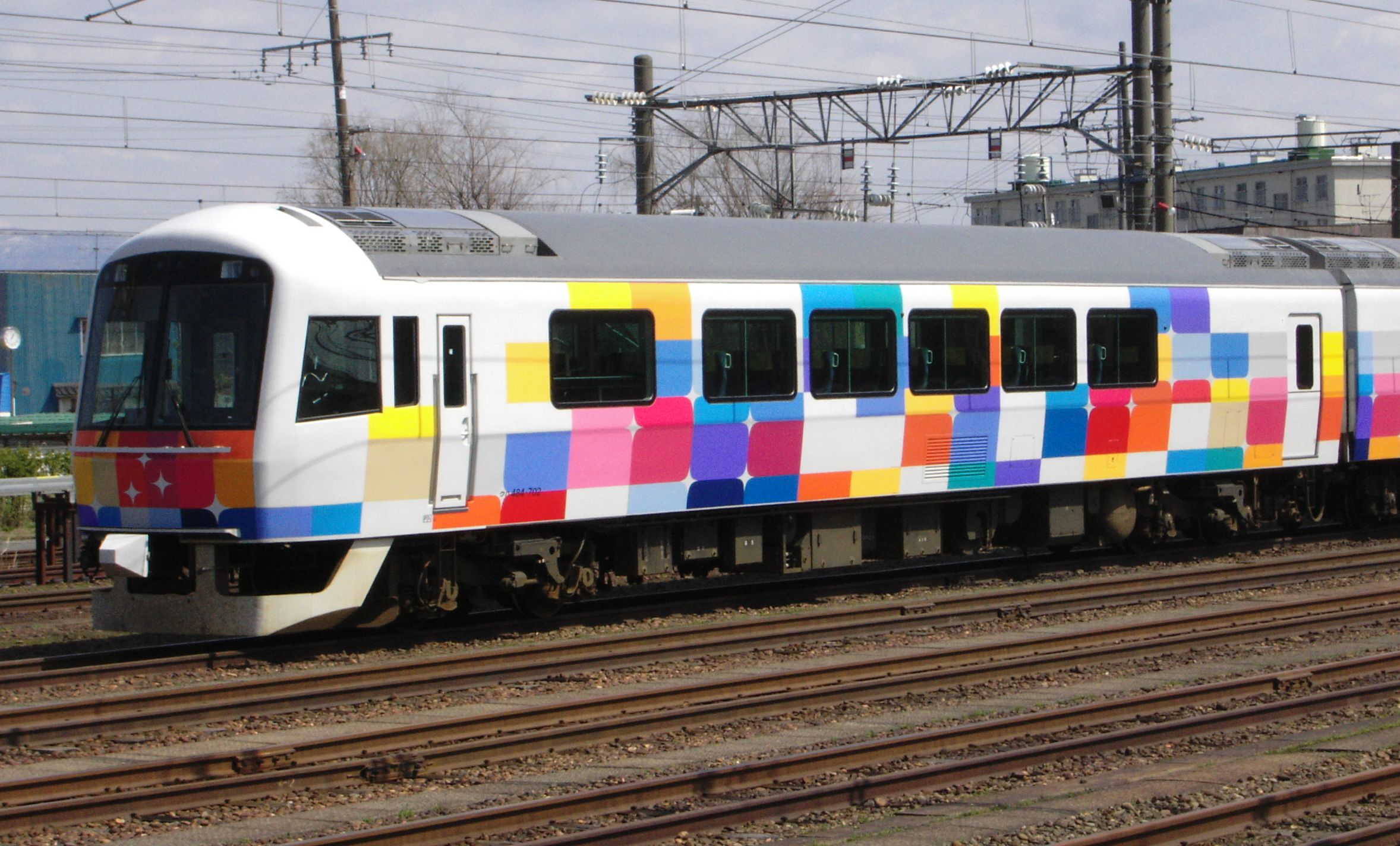
クハ484-702 （1号車）
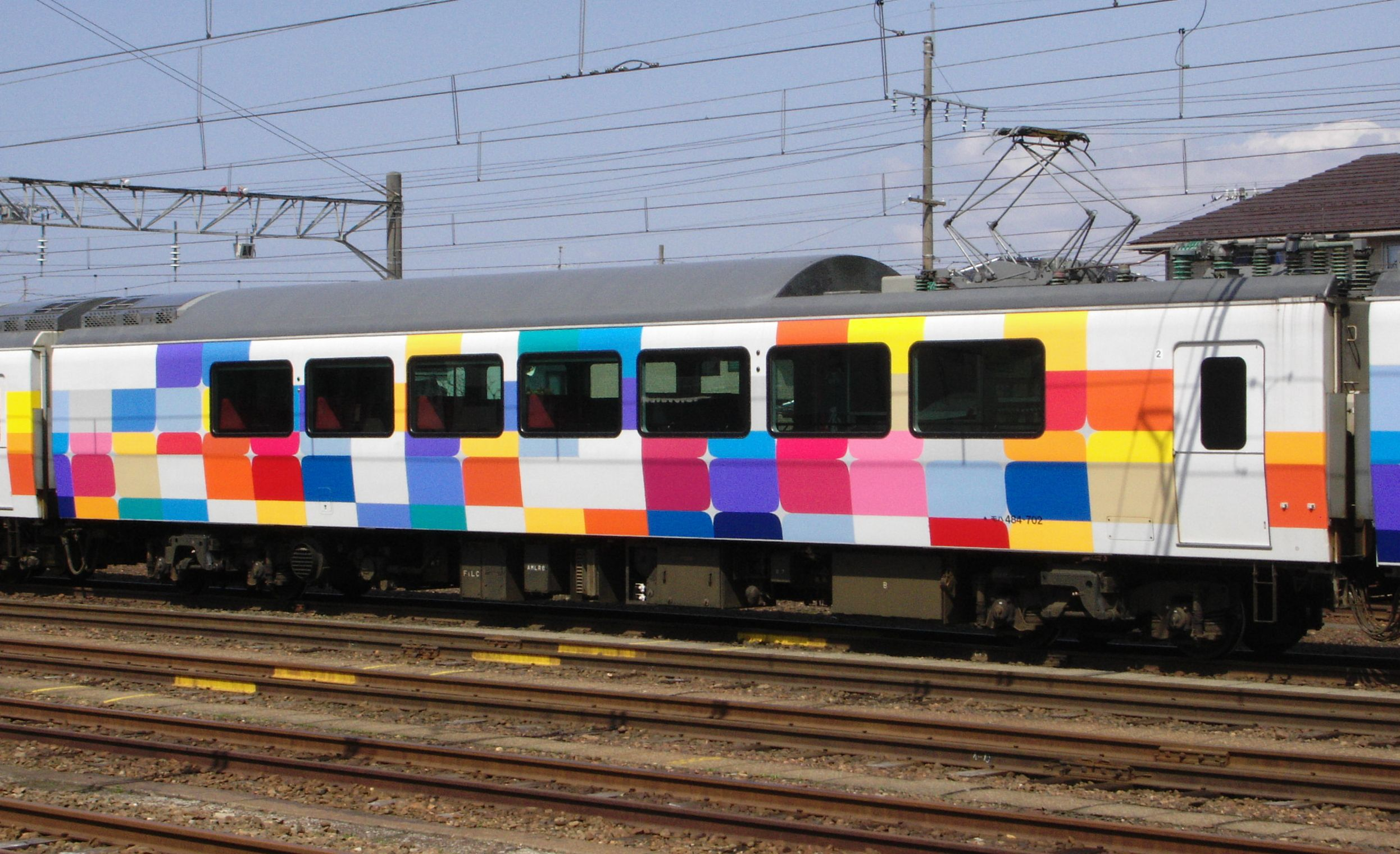
モハ484-702 （2号車）
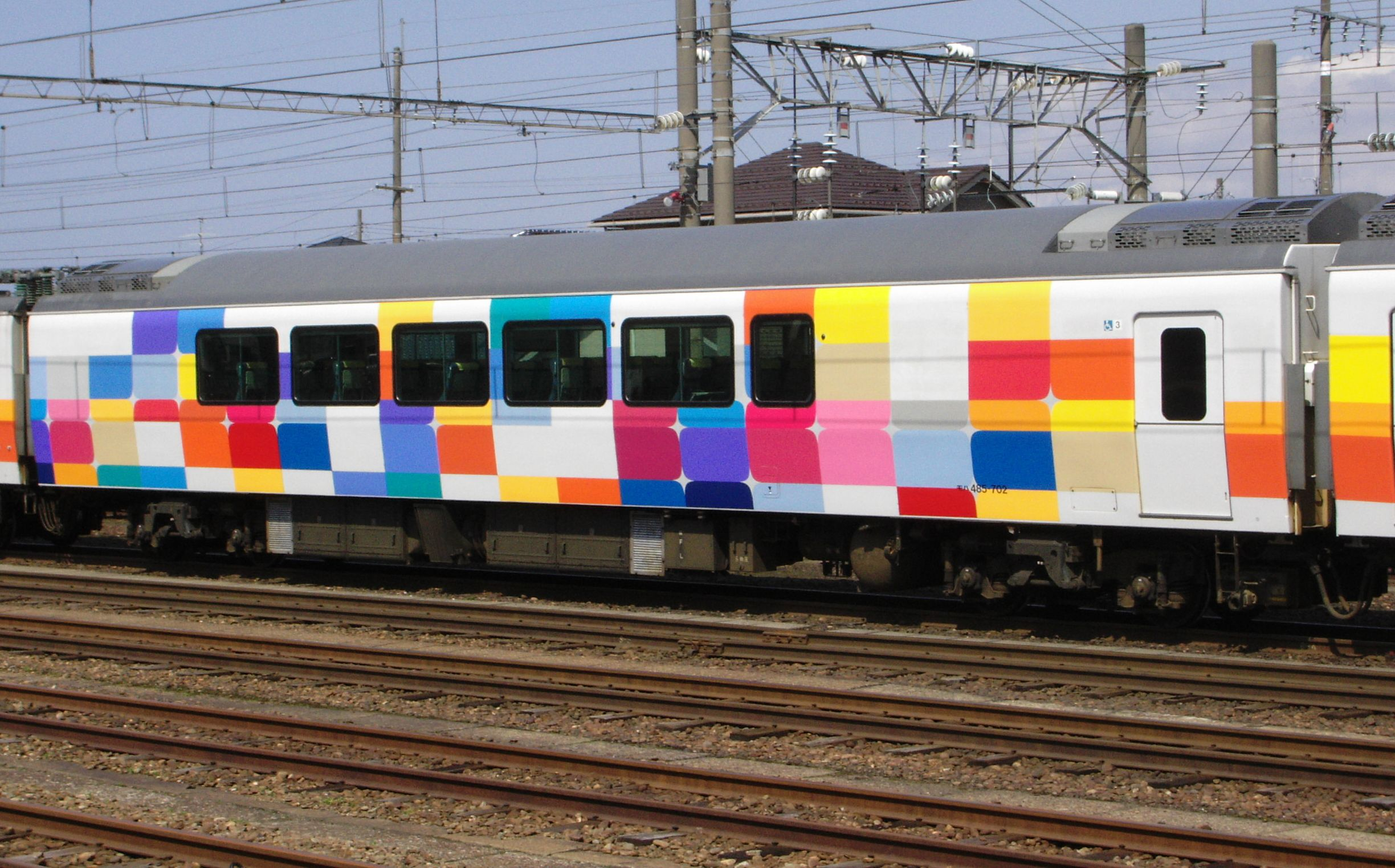
モハ485-702 （3号車）
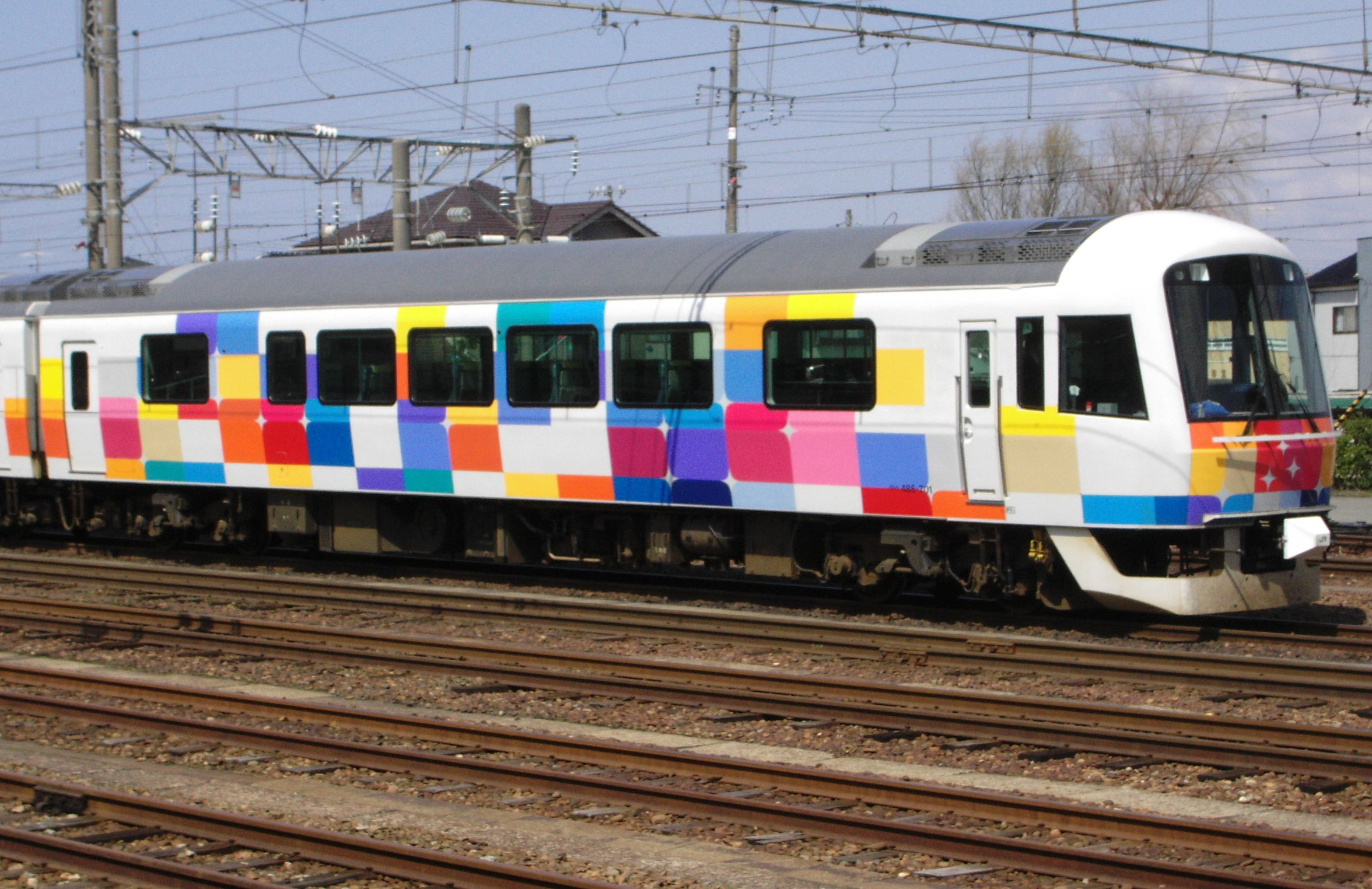
クハ485-701 （4号車）
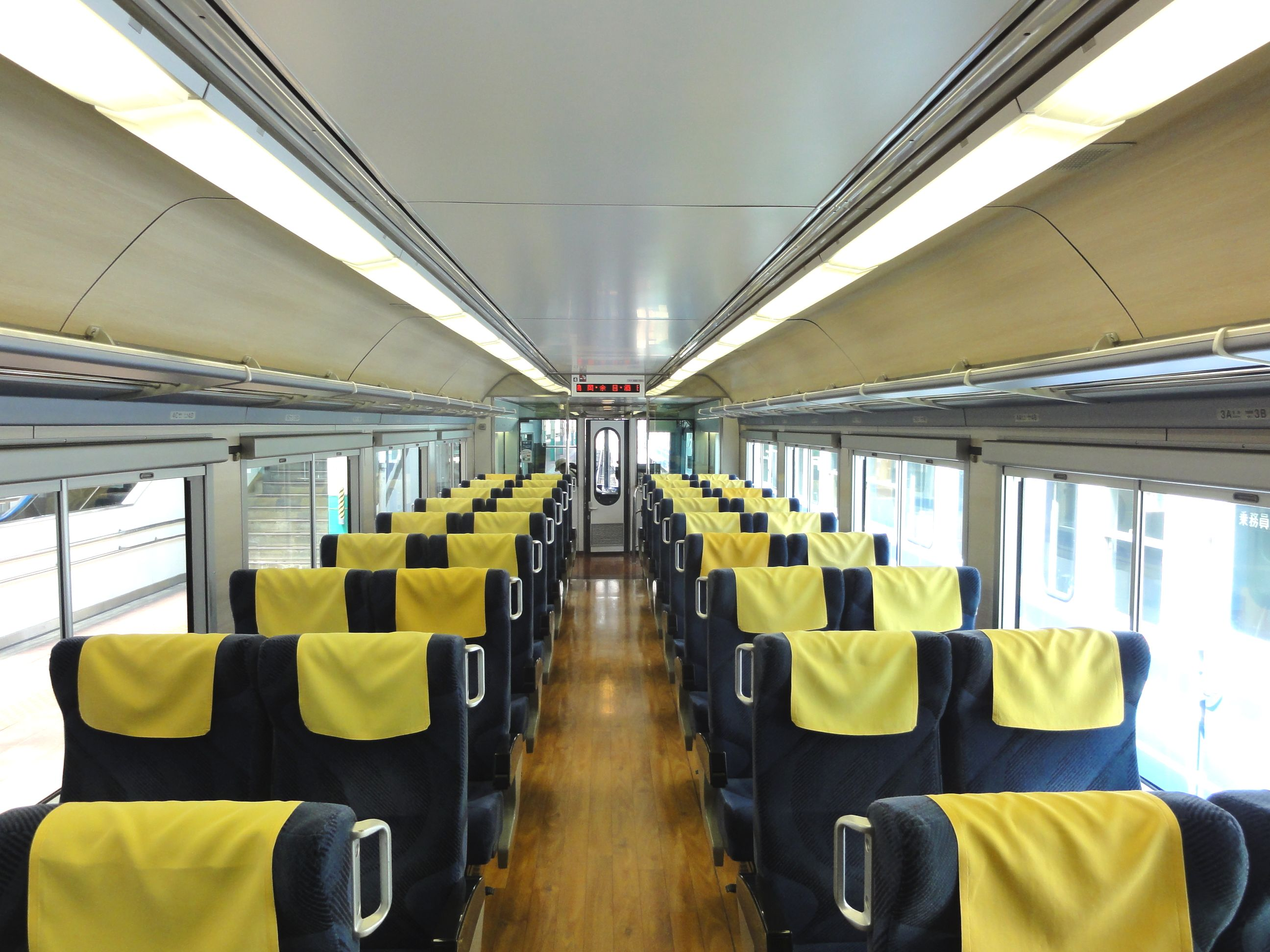
座席車車内
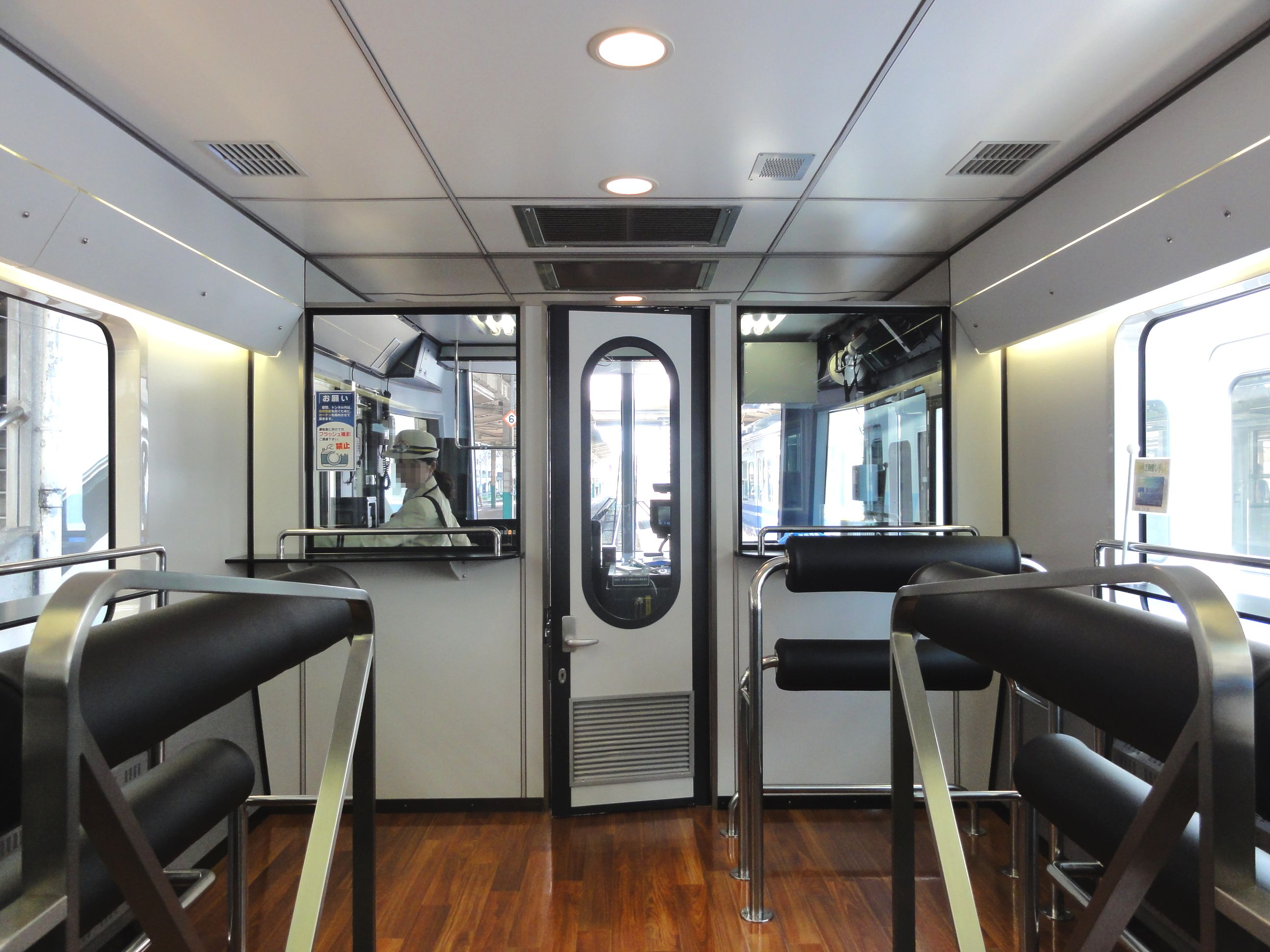
簡易展望スペース
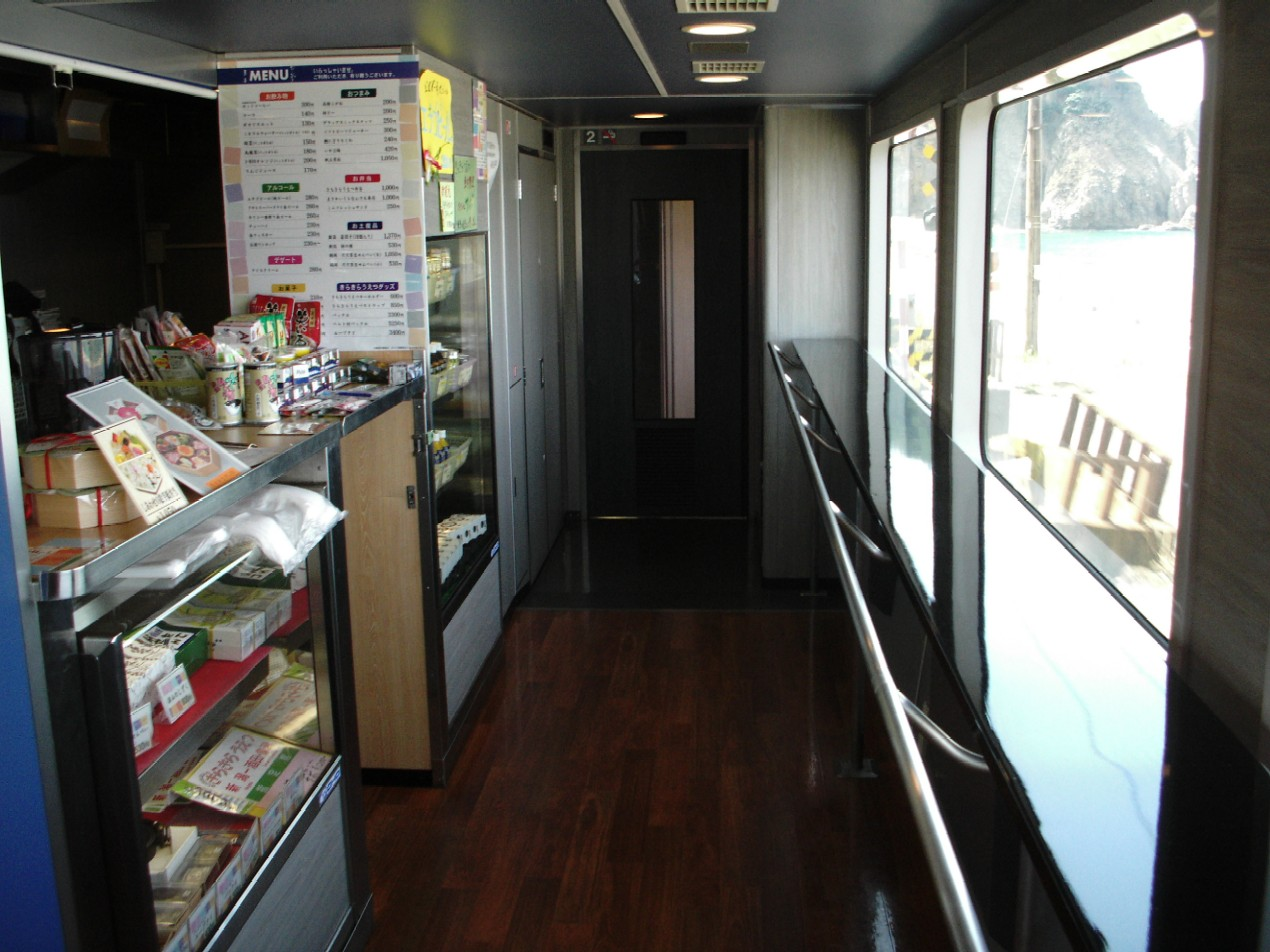
ミニビュッフェ
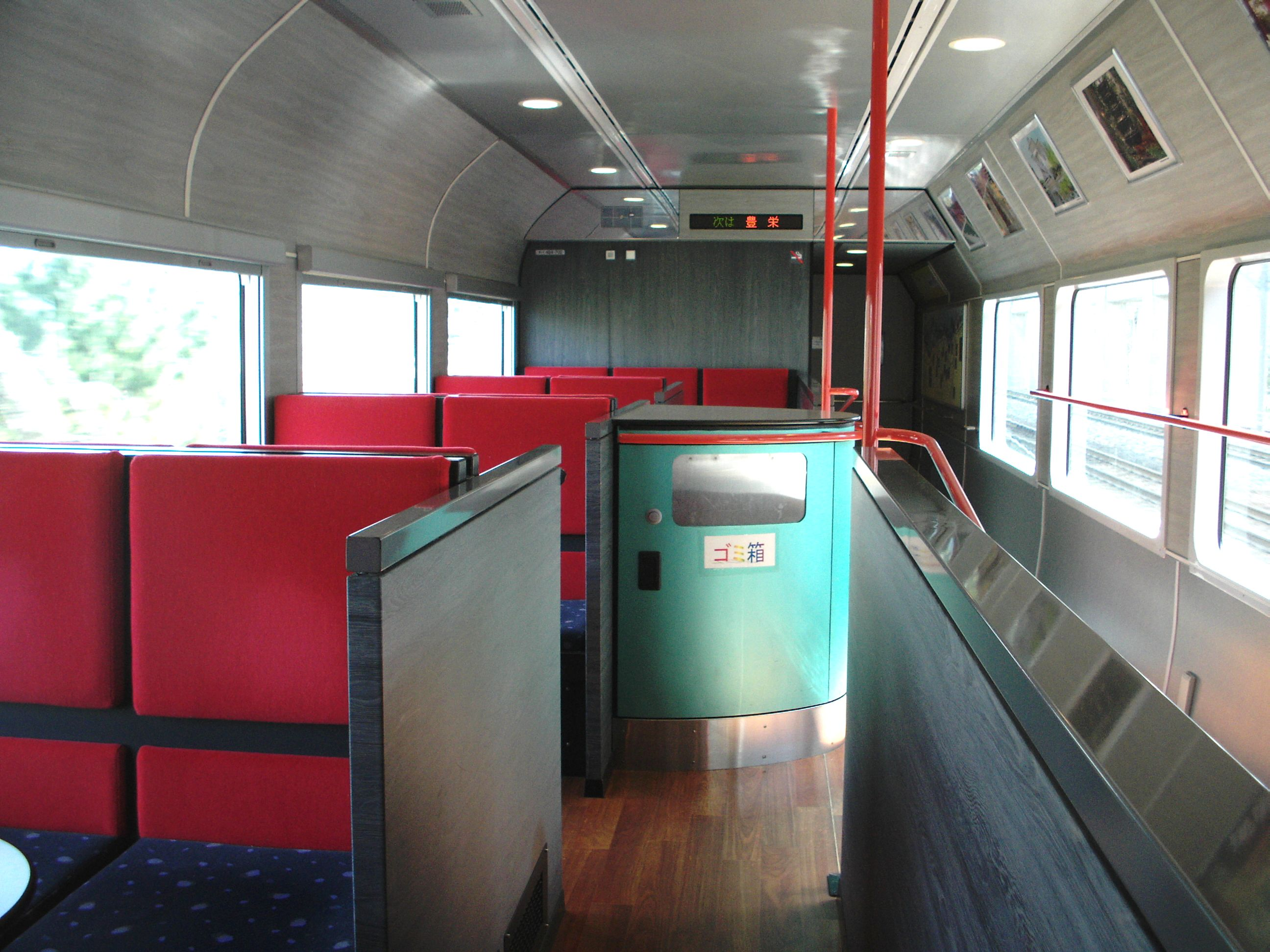
ラウンジ

## きらきらうえつ編成の臨時列車での運用
専用車両は「きらきらうえつ」のほか、JR東日本管内の臨時列車や団体列車に運用されることもあった。新潟支社管内では年末年始や特定時期など、主に平日に運行される臨時列車を中心に運用された。同支社以外の地域ではデスティネーションキャンペーンなど各種催事等に合わせて運用された。
また団体列車では武蔵野線・京葉線経由で東京駅まで、北陸本線・湖西線経由で西日本旅客鉄道（JR西日本）の京都駅まで入線した実績がある。
「きらきらうえつ」の列車名を変更して同一区間で運行された例
- きらきら山形DC[8]・きらきら山形DCファイナル[9]（新潟駅 - 酒田駅間）

「DC号」は2014年（平成26年）6月14日、「ファイナル号」は9月13日運行。山形デスティネーションキャンペーンの開催に合わせ「きらきらうえつ」の列車名を変更し特別ダイヤで運行（羽前大山駅に停車のほか、下り列車のあつみ温泉駅以北で停車時間を変更）したもので、車内では沿線各地の地酒や菓子、土産品などのサービスが実施された。
- きらきら山形日和[10]（新潟駅 - 酒田駅間）

2015年（平成27年）6月13日運行。「山形日和。」観光キャンペーンの開催に合わせ「きらきらうえつ」の列車名を変更し特別ダイヤで運行（下り列車のあつみ温泉駅以北で停車時間を変更）したもので、車内では沿線各地の地酒や菓子、土産品などのサービスが実施された。
新潟支社管内で毎年運行されていた主な臨時列車
- きらきら行く年・きらきら来る年（新潟駅 - 吉田駅 - 弥彦駅）

彌彦神社の二年参りに合わせ、「行く年」は毎年12月31日夜、「来る年」は1月1日未明に運行。全車自由席、茶屋の営業はなし。
- ほろよい忘年列車（新潟駅 - 金塚駅 - 羽生田駅 - 新潟駅・ツアー専用列車）

日本酒をテーマにしたびゅう商品専用列車で、2012年（平成24年）から2014年（平成26年）の3年間、12月の第1・2水曜に新潟近郊を2時間半かけて時計回りに循環する経路で運行。2号車のラウンジでは県内の蔵元による日本酒にまつわる講座や試飲会などが行われた。なお2015年（平成27年）は運行がなく、代わって12月10日・12月11日の両日に越乃Shu*Kura編成による「宵のShu*Kura」が長岡駅 - 新潟駅間で各1往復運行された。
- 分水夜桜（新潟駅 - 東三条駅 - 吉田駅 - 分水駅）

2013年（平成25年）から、毎年4月中旬の水曜日に運行（2014年以降は水・木曜に運行）。分水駅では2番線発着で、折り返しの間にライトアップされたホーム横の桜並木を観ることができた。2号車のラウンジはフリースペースとして日本酒の試飲会等が行われた。運行開始時は1号車を自由席としていたが、2015年は全車指定席として運行された。なお2016年の同列車はNO.DO.KA編成で運行された。
過去の主な臨時列車
- きらきらやまなし[11]（新宿駅 - 甲府駅間）
- 塩山 - 甲府100周年記念号[11]（甲府駅 - 大月駅間）

いずれも2003年（平成15年）6月14日・6月15日に運行。「記念号」は「やまなし」の間合い運用で、塩山駅 - 甲府駅間の開業100周年を記念して運行された。
- きらきら松之山[12]（新潟駅 - 犀潟駅 - まつだい駅間・北越急行ほくほく線経由）

2004年（平成16年）1月21日運行。
- きらきらあがつま[13]（上野駅 - 長野原草津口駅間）
- きらきらじょうえつ[13]（上野駅 - 水上駅間）

「あがつま」は2004年6月5日、「じょうえつ」は翌6月6日運行。
- きらきらヨコハマ[14][15]（横浜駅 - 小田原駅間）

2009年（平成21年）6月2日、横浜開港150周年を記念して開催された横浜・神奈川デスティネーションキャンペーンのオープニング列車として1往復運行。

## 沿革
- 2000年（平成12年）：羽越本線の沿線自治体が「羽越本線沿線観光振興連絡協議会」を設立[1][注 7]。
- 2001年（平成13年）11月23日：快速列車「きらきらうえつ」、新潟駅 - 酒田駅間で運行を開始[16][17]。
- 2002年（平成14年）4月：上期ダイヤから、下りを新潟駅 - 鶴岡駅間と村上駅 - 酒田駅間の2列車とする「さざなみダイヤ」による運行を開始[18]。しかし10月限りで設定は消滅し、下期ダイヤから再び新潟駅 - 酒田駅間1日1往復となった。
- 2003年（平成15年）6月：象潟駅までの延長運転を開始（土曜日は上り、日曜日は下り）。
- 2004年（平成16年）
  - 1月：通算乗客数10万人を達成。
  - 3月13日：豊栄駅、新発田駅に新規停車。
- 2005年（平成17年）7月：象潟駅までの延長運転が土曜・日曜各1往復となる。
- 2006年（平成18年）
  - 4月：鼠ケ関駅に新規停車。
  - 7月：土砂災害により羽越本線 小岩川駅 - あつみ温泉駅間が不通となったため運休（7月14日 - 8月9日）。
- 2008年（平成20年）
  - 2月9日：羽前大山駅に新規臨時停車。大山新酒・酒蔵まつりの開催に合わせたもの（同年以降、毎年2月の第2土曜に実施）。同駅ではこのほか、特別ダイヤ実施時の2014年6月14日 - 9月13日（後述の快速「きらきら山形DC」2列車を含む全運転日）にも臨時停車を実施している。
  - 9月15日：通算乗客数20万人を達成。
  - 10月：同月上旬の上り列車で「夕日ダイヤ」による運行を開始（同年以降、毎年10月第1・2週の上り列車で実施）。桑川駅の発車時刻が日の入りに近いことから約40分間停車し、途中下車して夕日を鑑賞できるというもの。なお夕日ダイヤ実施日の上り列車は、始発駅を通常ダイヤより30分前後早発。
- 2009年（平成21年）
  - 3月14日：喫煙ルームの使用を停止し、車内全面禁煙となる[19]。
  - 4月：「羽越本線沿線観光振興連絡協議会」を構成する3県10市町村が「日本海きらきら羽越観光圏」として、国土交通省から新規観光圏整備実施計画の認定を受ける。
- 2012年（平成24年）
  - 4月14日：羽後本荘駅までの延長運転を開始（不定期）。以後同年5月26日、6月30日、7月28日、7月29日まで実施。
  - 6月30日：通算乗客数30万人を達成。7月28日に新潟駅で達成記念の出発セレモニーを開催。
- 2013年（平成25年）
  - 11月23日：羽後本荘駅までの延長運転を実施。以後12月28日までの毎週土曜日に実施。
- 2014年（平成24年）
  - 3月1日：きらきらラウンジ車両に「きらきら情報コーナー」を設置[20]。
  - 8月2日：羽後本荘駅までの延長運転を実施し、8月3日まで実施。
- 2015年（平成27年）
  - 3月1日：同日から実施の上期ダイヤでは全列車が酒田駅発着となり、象潟駅・羽後本荘駅への延長運転は設定されなかった。
  - 10月1日：同日から実施の下期ダイヤのうち、夕日ダイヤ実施週の10月第2週に限り、象潟駅までの延長運転を実施（10月10日 - 10月12日の3日間。10月9日は酒田駅発着）。
- 2016年（平成28年）
  - 3月1日：同日から実施の上期ダイヤでは全列車が酒田駅発着となる。また7月29日から8月8日までの間は、桑川駅で約20分間停車する「マリンダイヤ」を実施。なおマリンダイヤ実施日の上り列車は同駅付近の日没時刻に合わせるため、酒田駅を通常ダイヤより約1時間早発するほか、村上駅以南では列車待避等のため所要時間が延伸した。
  - 10月7日：秋田駅までの延長運転を開始（不定期）。この年は10日までと11月3日から6日に実施、列車名快速「きらきらしらかみリレー号」で運転、秋田駅にてリゾートしらかみに接続（下り5号、上り2号に接続、いずれも「くまげら編成」）[21]。
- 2019年（令和元年）
  - 9月29日：定期運用終了[2][22][23]。
  - 12月15日:団体専用列車｢きらきらうえつ美食旅｣の運転をもってすべての営業運転を終了[24][25][26]。